# Natascha Wey
Natascha Wey (* 3. Mai 1982) ist eine Schweizer Feministin, Gewerkschafterin und Politikerin (SP). Sie ist Gemeinderätin der Stadt Zürich und gehörte von 2016 bis 2020 als eine der beiden Präsidentinnen der SP Frauen* der Geschäftsleitung ihrer Partei an. Hauptberuflich ist sie seit Januar 2021 stellvertretende Generalsekretärin des Verbands des Personals öffentlicher Dienste (VPOD).

## Leben und Karriere
Natascha Wey wuchs im Untersiggenthal (Kanton Aargau) als Tochter einer alleinerziehenden Mutter auf. Sie besuchte die Kantonsschule Wettingen mit dem Schwerpunkt neue Sprachen. Wey studierte an der Universität Zürich Geschichte und neue deutsche Literatur und schloss 2012 mit einer Lizenziatsarbeit zum Thema Die Verwissenschaftlichung des Moralischen: die psychohygienische Lehre des Zürcher Stadtarztes Hans Oscar Pfister zwischen 1943 und 1973 das Studium ab. Sie war damit das erste Mitglied der Familie, das ein Hochschulstudium absolvierte. Während des Studiums arbeitete sie mit einem 60-%-Pensum bei der Bauernkrankenkasse.
Anschließend absolvierte sie ein Volontariat in der Redaktion der Neuen Zürcher Zeitung. 2014 wurde sie Zentralsekretärin beim VPOD und trat am 1. Januar 2021 die Funktion als stellvertretende Generalsekretärin des VPOD an.
Sie lebt im Zürcher Kreis 2.

## Politische Aktivitäten
Von 2016 bis 2020 war Wey als Nachfolgerin von Yvonne Feri Co-Präsidentin der SP Frauen*. Sie stehe für den „aktivistischen Flügel“ der Partei und habe keine klassische Parteikarriere hinter sich, schrieb die Wochenzeitung WOZ. Vor allem ist sie feministisch aktiv: Sie engagierte sich als Vorstandsmitglied für die FIZ Fachstelle Frauenhandel und Frauenmigration, die sich für die Rechte von Migrantinnen einsetzt, und die Internetplattform „aktivistin.ch“, 2016 holte sie die britische Feministin Laurie Penny für eine Lesung an die Autonome Schule Zürich. Unter ihrem Präsidium legten die SP Frauen 2017, zum hundertjährigen Bestehen der Organisation, ein feministisches Manifest vor, das unter anderem eine 25-Stunden-Woche, die Ehe für alle und einen partnerunabhängigen Aufenthaltsstatus bei häuslicher Gewalt forderte. Ihren Feminismus verstehen die SP Frauen als „Befreiungskampf“. Das Manifest wurde am SP-Parteitag einstimmig angenommen, die Forderungen wurden damit zu Kernthemen der Sozialdemokratischen Partei der Schweiz.
Ebenfalls 2017 lancierte Wey den Hashtag #SchweizerAufschrei gegen Alltagssexismus mit, in Anlehnung an die Aktion #Aufschrei der deutschen Feministin Anne Wizorek.
Sie ist eine der Aktivistinnen der europaweiten Frauenstreik-Bewegung, die 2017 einen feministischen Aufbruch in der Schweiz bewirkte.
Seit 2019 ist Wey Stadtzürcher Gemeinderätin. Sie folgte auf Felix Stocker, der per 15. Mai 2019 seinen Rücktritt aus dieser Behörde erklärt hatte.